# Nadir Afonso
Nadir Afonso (Chaves, 4 dicembre 1920 – Cascais, 11 dicembre 2013) è stato un pittore e architetto portoghese.
Ha studiato a Porto e a Parigi, è stato collaboratore di Le Corbusier dal 1946 al 1951 e in Brasile di Oscar Niemeyer. Tornato a Parigi nel 1954, prese parte a numerose esposizioni con dipinti di impostazione astratto-geometrica alla galleria Denise René (nota perle esposizioni di arte astratta). In Portogallo dal 1960 vi ha esplicato la sua attività di architetto e urbanista per poi dedicarsi, dal 1965, esclusivamente alla pittura, impostando la sua ricerca su rigorose costruzioni geometriche che tuttavia non limitano l'invenzione.